# جنوبی (فیلم ۱۹۴۵)
جنوبی (انگلیسی: The Southerner) فیلمی در ژانر درام به کارگردانی ژان رنوار است که در سال ۱۹۴۵ منتشر شد.

## بازیگران
- زکری اسکات
- بتی فیلد
- جی. کارول نایش
- بولا بوندی
- استل تیلور
- نورمن لوید
- پرسی کیلبراید
- بلانش یورکا
- ارل هاجینز